# 機関 (機械)

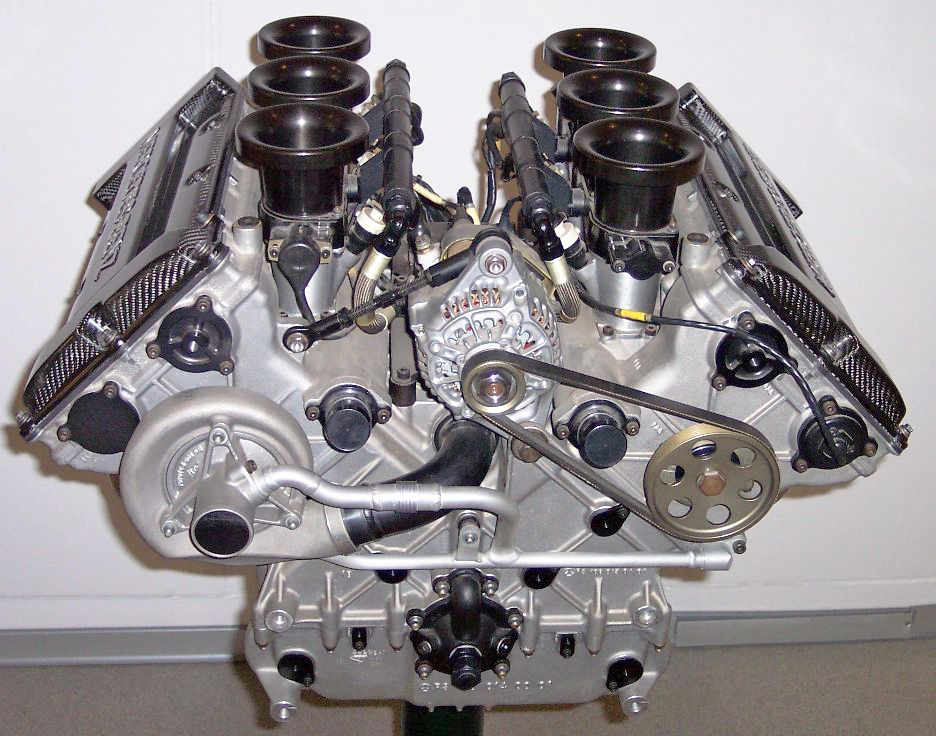
メルセデス車のV6内燃機関

機関（きかん）は、ある形態のエネルギーを力学的運動（力学的エネルギー）に変換するために設計された機械である。エンジン（英: engine）またはモーター（英: motor）とも呼ばれる。内燃機関や蒸気機関（外燃機関）などの熱機関は、燃料を燃焼させて熱を作り出し、この熱から仕事として力学的エネルギーを取り出す。電動機は電気エネルギーを機械的運動へと変換する。空気機関は圧縮空気の圧力エネルギー（エンタルピー）を使い、ぜんまい仕掛けのおもちゃなどのぜんまい仕掛けは弾性歪エネルギーを回転運動や直線運動へ変換する。生物系において、筋肉中のミオシンのような分子モーターは化学エネルギーを用いて、骨格の力学的な運動を作り出す。

## 用語
日本語のエンジンは英語由来の外来語である。英語の「engine」という用語は古フランス語の「engin」、ラテン語の「ingenium」に由来する。カタパルトやトレビュシェット、破城槌といった産業革命前の戦争兵器（攻城兵器）は英語で「siege engine」と呼ばれており、それらをどのように建造するかという知識はしばしば軍事機密として扱われた。産業革命期に発明されたほとんどの機械装置はエンジンと呼ばれる。蒸気機関（steam engine）が顕著な例である。
現代的用法では、英語の「engine」という用語は典型的には、蒸気機関や内燃機関のように、トルクあるいは（大抵は推力の形態で）直線力を与えることによって力学的仕事を行うために燃料を燃焼ないしは別の方法で消費する装置を言い表わす。トルクを与えるエンジンの例は馴染み深い自動車ガソリンエンジンやディーゼルエンジンの他、ターボシャフトエンジンがある。推力を生み出すエンジンの例はターボファンやロケットである。
内燃機関が発明された時、英語の「motor」は当初それを蒸気機関と区別するために使用されていた。当時蒸気機関は、機関車や蒸気ローラーといったその他の乗り物の動力として広く使用されていた。「Motor」と「engine」は後に日常会話では区別せずに使われるようになった。しかしながら、厳密には、2つの単語は異なる意味を持つ。「Engine」は燃料を燃焼ないしは別の方法で消費してその化学組成を変化させる装置であるのに対して、「motor」は電気、空気圧、液圧によって駆動する装置であり、そのエネルギー源の化学的組成を変化させない。しかしながら、高出力模型ロケットでは、燃料を消費するにもかかわらずロケットモーターという用語が使われる。
熱機関は「原動機」としても機能する。原動機とは流体の流れあるいは圧力の変化を力学的エネルギーへと転換する構成要素である。内燃機関によって駆動される自動車は様々なモーターおよびポンプを利用することができるが、結局のところはそういった全ての装置はエンジンから動力を得ている。もう一つの見方は、モーターは外部源から動力を受け取り、次にそれを力学的エネルギーへ変換するのに対して、エンジンは圧力から動力を作り出している点である（圧力は燃焼あるいはその他の化学反応の爆発力から直接的に、または空気、水、蒸気といったその他の物質への何らかの力から二次的に得られる）。
熱エネルギーを運動へと変換する装置は通常単に「engine」と呼ばれる。

## 歴史
注：子節「産業革命」以降は、熱機関にかかる記載が中心となっており、それ以外に分類される機関についても記載されるべきではあるが未記載の状況である。

### 古代
槌矛や櫂（てこの例）といった単純機械は先史時代のものである。人力、畜力、水力、浮力、また蒸気動力でさえも用いるより複雑な機関は古代に遡る。キャプスタン、ウインドラス（どちらも巻き揚げ機の一種）、踏み車といったロープ、滑車、滑車装置を用いる単純な機関の使用には人力が必要であった。この動力は大抵力は増加され、速さは減速されて伝達される。これらは古代ギリシャにおいてクレーンや運搬船で用いられ、古代ローマにおいて鉱山や水ポンプ、攻城兵器で用いられた。ウィトルウィウス、フロンティヌス、大プリニウスを含む当時の著述家らはこれらの機関をありふれたものとして扱っていることから、それらの発明はより古いと考えられる。紀元1世紀までには、それ以前の時代には人力で駆動されていたものと類似した機械を駆動させるために、粉砕機と共にウシとウマが使われていた。
ストラボンによれば、水駆動の粉ひき器は紀元前1世紀中にミトリダテの王国のカベリアに建造された。粉ひき器への水車の利用は続く数世紀にもわたってローマ帝国の至る所に広まった。あるものは非常に複雑で、水量を維持し水を引くために水道橋やダム、水門と、回転の広がりを制御するための木製および金属製の歯車機構を備えていた。アンティキティラ島の機械といったより洗練された小型の装置は、暦として機能するためや天文学的出来事を予測するために複雑な歯車とダイアルを用いた。4世紀のアウソニウスによる詩におい、アウソニウスは水によって駆動する石切のこぎりについて言及している。アレクサンドリアのヘロンは1世紀にアイオロスの球や自動販売機を含むこういった風および蒸気駆動の多くの機械を発明したとされている。しばしばこれらの機械は、動く祭壇や寺院の自動扉といった礼拝と関連していた。

### 中世
中世のイスラム教徒技術者は、粉ひき機と揚水機械に歯車を利用し、水車と揚水機械に追加の駆動力を与えるためにの水力源としてダムを用いた。中世イスラム世界では、こういった進歩により、それ以前は肉体労働によって行われていた多くの工業用業務の機械化が可能となった。
1206年、アル＝ジャザリーは揚水機械のためにクランク-コネクティングロッド機構を利用した。初歩的な蒸気タービン装置は1551年にタキ＝アルジンによって、1629年にジョヴァンニ・ブランカによって記述された。
13世紀、固体ロケットモーターが中国で発明された。火薬によって駆動するこの最も単純な内燃機関は持続する駆動力を産むことはできなかったが、戦闘において高速で敵に向かう推進兵器のためや花火のために有用であった。発明後、この発明はヨーロッパ中に広まった。

### 産業革命

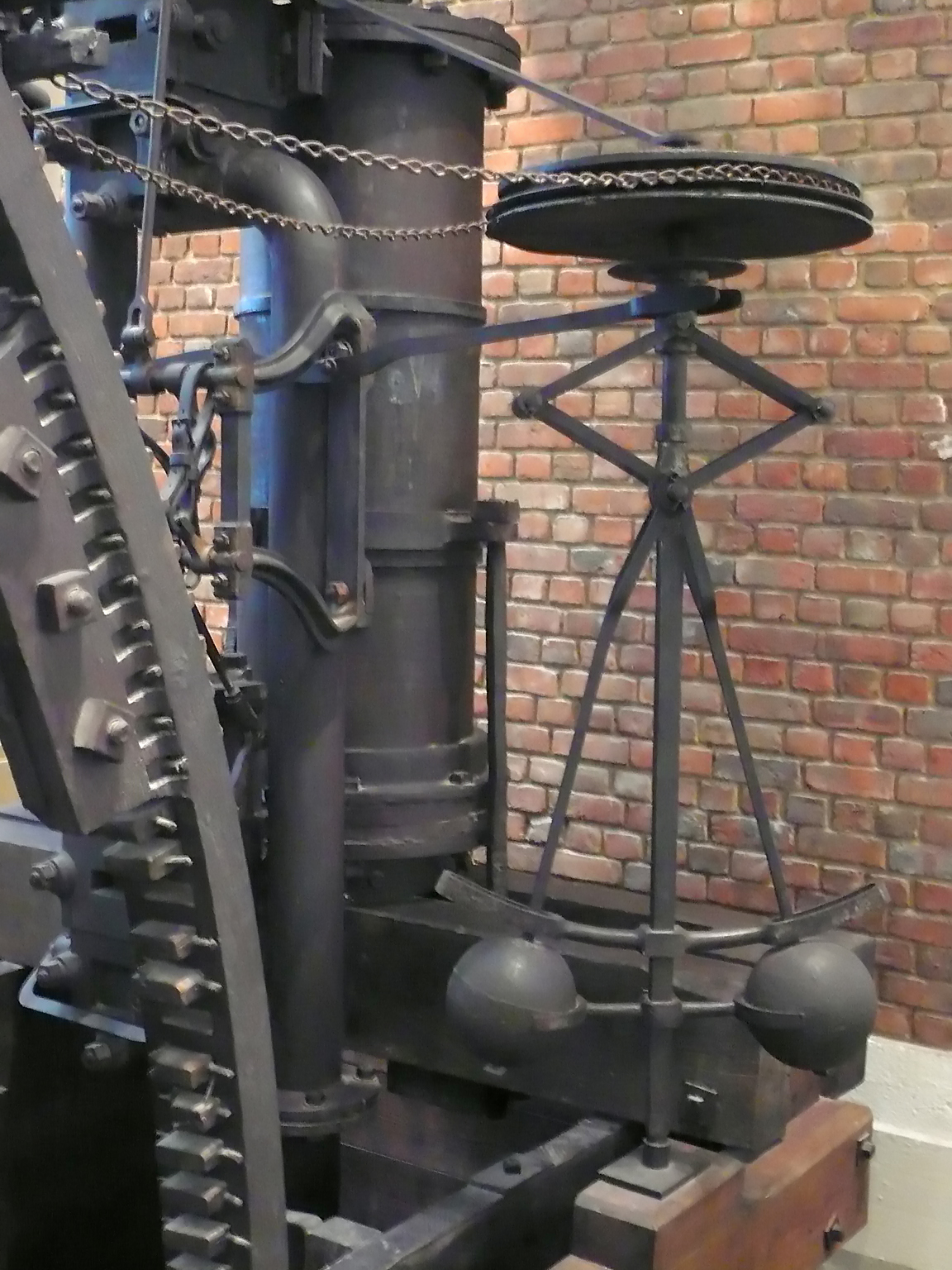
1788年のボールトン・アンド・ワットの機関

ワットの蒸気機関は、部分的な真空の助けによりピストンを駆動させるために大気圧より少し上の圧力の蒸気を利用する最初の蒸気機関であった。1712年のニューコメンの蒸気機関の設計を改良し1763年から1775年までの間に散発的に発展したワットの蒸気機関は、蒸気機関の発展における大きな一歩であった。燃料効率が劇的に向上したジェームズ・ワットの設計は蒸気機関の代名詞となった。これにはワットのビジネスパートナーであったマシュー・ボールトンも少なからず貢献した。ワットの蒸気機関により、水力が利用できなかった土地において以前では想像できない規模の効率的な半自動化された工場が急速に発展した。後の開発により、蒸気機関車や鉄道輸送の大幅な拡大が起こった。
内燃ピストン機関に関しては、1807年にフランスでド・リヴァとニエプス兄弟によってそれぞれ独立に試験された。それらは1824年にカルノーによって理論的に前進した。1853年から1857年、エウジェーニオ・バルサンティとフェリーチェ・マッテウッチは初の4サイクル機関であった可能性のあるフリーピストン原理を使用した機関を発明し特許を取った。1877年のオットーサイクルは、蒸気機関よりもはるかに高い出力重量比を与えることができ、車や飛行機といった多くの輸送用途に対してよりうまく機能した。

### 自動車
カール・ベンツによって作られた初めて商業的に成功した自動車は、軽量で強力な機関に対する関心を増大させた。4ストロークオットーサイクルで作動する軽量ガソリン内燃機関が軽量自動車で最も成功を収めているのに対して、より効率的なディーゼル機関はトラックおよびバスで使われている。しかしながら、近年は、ターボディーゼル機関が人気を増してきている。

#### 水平対向ピストン
1896年、カール・ベンツは水平対向ピストンを持つ初のエンジンの設計の特許を取得した。ベンツの設計では、対応するピストンが水平の気筒中を移動し、同時に上死点に到達する。ゆえに、個々の運動量に関して互いに自動的に釣り合いが取れる。この設計の機関はその形状と低い姿勢のためしばしばフラットエンジンと呼ばれる。フラットエンジンはフォルクスワーゲン・ビートルや、一部のポルシェ車およびスバル車、多くのBMWおよびホンダのオートバイ、航空機用エンジンで過去あるいは現在用いられている。

#### 進歩
自動車で内燃機関が使用され続けたのは、部分的には機関制御システム（機関管理プロセスと燃料噴射の電子的制御を提供する搭載コンピュータ）の改良によるものである。ターボ過給および過給による強制的空気取り入れは出力と機関効率を向上させてきた。同様の変更はより小さなディーゼル機関にも適用され、ガソリン機関とほぼ同じ出力特性がディーゼル機関でも実現された。これはヨーロッパにおいて小型のディーゼル機関駆動車が人気を博していることから特に明白である。より大型のディーゼル機関はほとんどの工場では利用不可能な特殊機械加工を必要とするものの、今でもトラックや重機でしばしば使用されている。ディーゼル機関はガソリン機関よりも炭化水素とCO2の排出量が少ないが、粒子状物質とNOx汚染はより大きい。ディーゼル機関は比較できるガソリン機関よりも燃料効率が約40%高い。

#### 出力の増大
20世紀の前半は、特にアメリカ製モデルで機関出力が増大する傾向を見た。効率を向上させるための気筒内の圧力の増大、機関の大きさの増大、そして機関が仕事を生み出す速度の増大を含む機関の排気量を挙げるための知られている全ての方法が設計変更に組み入れられた。これらの変更によって作り出されるより高い力と圧力は、機関の振動と大きさの問題を生み出し、これによって（それまでの直列形配置を置き換える）V字あるいは対向形に気筒が配置されたより硬く、よりコンパクトな機関が作られることとなった。

#### 燃焼効率
ヨーロッパで好まれる設計方針は、より小さく曲がりくねった道路といった経済的およびその他の制約のために、より小型の車ならびにより小型の機関の燃焼効率を高めることに集中した設計方針に相当するものに傾いた。これにより、初期の40馬力（30 kW）の4気筒設計経済的な機関や80馬力（60 kW）と出力の低い6気筒設計を持つより経済的な機関が生産された。それと比較すると、大型のV-8アメリカ製機関は、250-350馬力、時には400馬力を超える出力であった。

#### 機関形態
初期の自動車の機関の発達によって、今日一般的に使用されているよりもかなり大型の機関が産み出された。それらの機関は1から16気筒設計で、それぞれの相当する全体の大きさ、重量、排気量、ボアを持っていた。4気筒で19-120馬力（14-90 kW）の出力の機関は、大半のモデルによって追随された。複数の3気筒、2ストロークサイクルのモデルも作られたが、ほとんどの機関は直列形の配置を取っていた。複数のV型モデルならびに水平対向2および4気筒も存在した。オーバーヘッド・カムシャフトも頻繁に採用された。より小型の機関は通常空冷式で、乗り物の後方に置かれた。圧縮比は比較的低かった。1970年代と1980年代は、燃費の向上に興味が持たれ、それによって、効率を改善するために気筒あたり5つのバルブを持つより小型のV-6ならびに4気筒配置への回帰が起こった。ブガッティ・ヴェイロン16.4はW型16気筒機関で動作する。W18機関は2つのV型8気筒配置が隣同士に置かれ、同じクランクシャフトを共有するW型を作ることを意味する。
これまで作られた最大の内燃機関はバルチラ-スルザー RTA96-Cである。これは、世界最大のコンテナ船であったエマ・マースクの動力として設計された14気筒、2ストロークターボ過給ディーゼル機関である。この機関の重量は2,300トンであり、102 RPMで動作する時の出力は109,000 bhp (80,080 kW) で、毎時13.7トンの燃料を消費する。

## 種類
機関は、運動を作り出すために受け取るエネルギー形態と、産み出す運動の種類という2つの基準にしたがって分類することができる。

### 熱機関

#### 燃焼機関
燃焼機関は燃焼過程の熱によって駆動する熱機関である。

##### 内燃機関

4ストローク燃焼機関の4つの段階を示すアニメーション:
1. 吸入
2. 圧縮
3. 燃焼・膨張
4. 排気

内燃機関は、燃焼室内で燃料（一般的に化石燃料）の燃焼が酸化剤（大抵は空気）と共に起こる機関である。内燃機関において、燃焼によって生産される高温・高圧気体の膨張は、ピストンあるいはタービン翼あるいはノズルといった機関の部品に直接的に力を加え、それを移動させることによって、有用な力学的エネルギーを生成する。

##### 外燃機関
外燃機関は、壁面あるいは熱交換器を通して外部源の燃焼によって内部の作動流体が熱せられる熱機関である。流体は次に膨張し機関の機構に作用することによって運動と使用可能な仕事を生産する。流体は次に冷却、圧縮、再利用（密閉サイクル）されるかあるいは（一般的ではないが）捨てられ、冷えた流体が注入される（開放サイクル空気機関）。
「燃焼」は、熱を供給するための酸化剤を用いて燃料を燃やすことを意味する。同様（あるいは同一）の形態および動作の機関は、核、太陽光、地熱、燃焼を伴わない発熱反応といったその他の熱源からの熱の供給を利用することができる。しかし、これらは厳密には外燃機関ではなく、外部熱機関に分類される。
作動流体は、スターリング機関では気体、蒸気機関では蒸気、有機ランキンサイクルではn-ペンタンといった有機液体でもよい。流体はどんな組成でもよい。気体がこれまでのところ最も一般的であるが、単相の液体が使われることもある。蒸気機関の場合は、流体は液体と気体の間で相が変化する。

##### 空気呼吸燃焼機関
空気呼吸燃焼機関は、燃料を酸化（燃焼）するために、ロケットのように酸化剤を積むのではなく、大気中の酸素を使う燃焼機関である。理論的には、これはロケットエンジンよりも優れた比推力をもたらすはずである。
連続した気流は空気呼吸機関を通して流れる。この空気は圧縮され、燃料と混合され、点火され、排気ガスとして排出される。
典型的な空気呼吸機関には以下の種類がある。
- 往復動機関（レシプロエンジン）
- 蒸気機関
- ガスタービン
  - 空気呼吸ジェットエンジン
  - ターボプロップエンジン
- パルス・デトネーション・エンジン
- パルスジェット
- ラムジェット
- スクラムジェット
- 空気液化サイクルエンジン/Reaction Engines社SABRE

##### 環境への影響
機関の運転は大気質ならびに周囲の騒音レベルに対して悪影響を及ぼす。自動車の動力系が汚染を引き起こすことはますます重視されてきている。そのため、代替動力源と内燃機関の改良に対して新たな関心が向いている。いくつかの限定生産の電池式電気自動車が登場しているものの、費用と動作特性のために優位性があるとは示されていない。21世紀、ディーゼル機関に対する自動車所有者の人気が高まっている。しかしながら、排気を向上させるための新たな排出制御装置を有するガソリン機関およびディーゼル機関は、まだそれほど挑戦されていない。数多くの製造業者が主にガソリン機関と電気モーターを組み合わせ大容量蓄電池群を持つハイブリッド機関を導入しているが、これらもソリン機関ならびにディーゼル機関の市場占有率にはそれほど食い込んでいない。

##### 大気質
火花点火機関からの排気は以下の成分で構成されている: 窒素 70-75%（容積）、水蒸気10-12%、二酸化炭素10-13.5%、水素0.5-2%、酸素0.2-2%、一酸化炭素0.1-6%、未燃炭化水素および部分酸化産物（例えばアルデヒド）0.5-1%、一酸化窒素0.01-0.4%、窒素酸化物 <100 ppm、二酸化硫黄15-60 ppm、痕跡量の燃料添加剤や潤滑油といったその他の化合物、ハロゲン化合物、金属化合物、その他の粒子。一酸化炭素は毒性が高く、一酸化炭素中毒を引き起こすため、閉鎖空間内での一酸化炭素ガスのどんな増加も避けることが重要である。触媒コンバータは毒性排気を低減することができるが、完全に除去することはできない。また、現代の工業化社会において機関の広範な使用から生じた温室効果ガスの排出（主に二酸化炭素）は、地球規模の温室効果の一因となっている。これは、地球温暖化に関する一番の関心事である。

#### 非燃焼熱機関
一部の機関は非燃焼過程からの熱を力学的仕事へと変換する。例えば、原子力発電所は核反応からの熱を使用して、蒸気を作り蒸気機関を駆動させる。また、ロケットエンジン内のガスタービンは、過酸化水素を分解することによって駆動することができる。エネルギー源の違いはさておき、非燃焼熱機関は内燃機関あるいは外燃機関と大差なく設計されることが多い。その他の非燃焼機関としては、熱音響熱機関がある。熱音響熱機関は高振幅音波を使用してある場所から別の場所へ熱を送り出す、あるいは逆に熱の差を使って光振幅音波を誘導する。一般に、熱音響機関は定在波装置と進行波装置に分けることができる。

### 非熱的な化学動力モーター
非熱的モーターは大抵化学反応によって動力を得るが、熱機関ではない。以下の例がある。
- 分子モーター - 生物において見られるモーター
- 人工分子モーター

### 電気モーター
電気モーター（electric motor）は電気エネルギーを使って、大抵は磁場と通電導体との相互作用を通して力学系エネルギーを産み出す。力学的エネルギーから電気エネルギーを産み出す逆の過程は、ジェネレータ（発電機）あるいはダイナモによって達成される。車両に用いられるけん引モーターはしばしばその両方の作業をこなす。電気モーターは発電機としても働くことができ、その逆もまたしかりであるが、これは常に実際的ではない。電気モーターは至るところに存在し、工業用送風機、ポンプ、工作機械、家電製品、電動工具、ディスクドライブなど様々な製品に応用されている。これらは、直流（例えばバッテリー駆動の携帯機器や車両）あるいは送電網からの交流によって動くことができる。最小のモーターは電気腕時計で使われている。高度に標準化された特性の中程度の大きさのモーターは工業用途に便利な機械力を提供する。最大のモーターは大型船の推進のためや、パイプライン圧縮機で使われており、数千キロワットにも達する。電気モーターは、電力源や内部構造、応用によって分類される。
電流と磁場との相互作用による機械力の生産の物理的原理は1821年には知られていた。効率が向上した電気モーターは19世紀の間中ずっと製造されていたが、大規模な電気モーターの商業的利用には効率的な発電機と送電網が必要であった。
モーターの電気エネルギー消費とそれに関連したカーボンフットプリントを低減するため、多くの国々の様々な規制当局がよい効率の高い電気モーターの製造と使用を推奨するための法案を提出・施行している。優れた設計のモーターは数十年間、投入エネルギーの90%以上を有用な力に変換することができる。モーターの効率が数パーセントポイントでも上昇すれば、（キロワット時での、したがって費用面での）節約効果は莫大である。典型的な工業用誘導モーターの電気エネルギー効率は、1) 固定子巻線における電気損失の低減（方法としては例えば導体の断面積を増加せる、巻線技術の改善、銅のようなより高い電気伝導率を持つ材料の使用など）、2) 回転子コイルにおける電気損失の低減（例えば、銅のようなより高い電気伝導率を持つ材料の使用）、3) より品質の高い電磁鋼の使用による磁気損失の低減、4) モーターの空気力学の改善による機械的風損の低減、5) 軸受（ベアリング）の改善による摩擦損失の低減、6) 製造公差の最小化、といったことによって改善することができる。
慣習により、英語では「electric engine」は電気モーターではなく、電気機関車を指す。

### 物理動力モーター
一部のモーターは、ポテンシャルエネルギーあるいは運動エネルギーを動力とする。例えば、一部のケーブルカーやロープウェー運搬機は動く水あるいは岩からのエネルギーを使用しており、一部の時計は重力で落下する重りを持っている。その他のポテンシャルエネルギーの形態には、圧縮ガス（空気圧モーター）、ばね（ぜんまい仕掛け）、ゴムバンドがある。
大型カタパルト、トレビュシェット、（ある程度は）破城槌を含む歴史的な軍事用攻城兵器（siege engine）はポテンシャルエネルギーによって動力を得ていた。

#### 空気圧モーター
空気圧モーターは、圧縮空気の形態のポテンシャルエネルギーを力学的仕事へと変換する機械である。空気圧モーターは一般的に圧縮空気を直線運動あるい回転運動へと変換する。直線運動はダイアフラムあるいはピストンアクチュエータによって産み出すことができるのに対して、回転運動は羽根型空気モーターあるいはピストン空気モーターによって供給される。空気圧モーターは、形態工具産業で成功しており、運送業へも用途を拡大しようという試みが続けられている。しかしながら、空気圧モーターは運送業において実行可能な選択肢として見られるよりも前にエネルギー効率における欠点を克服しなければならない。

#### 液圧モーター
液圧モーターは、加圧流体から動力を得るモーターである。この種の機関は重荷重を動かすために使うことができる。

## 性能

### 速度
軸動力を出力する機関の場合は、機関速度は回毎分（RPM）単位で測定される。機関は低速、中速、高速に分類することができるが、これらの用語は不正確であり機関の種別に依る。一般的に、ディーゼル機関はガソリン機関に比べて低速で動作する。電気モーターおよびターボシャフトは非常に高速で動作できる。推力を産み出す機関の場合は、動いているのは機関ではなく、機関が加速している作動媒体であるため、「エンジンスピード」について話すことはなおさら不正確である。この場合は排気速度と呼ぶのが正しい。排気速度は厳密には重力場を除いたIspである。

### 推力
推力は、2つの質量の間の相互作用か生じる力である。2つの質量はそれらの速度のために互いに等しいが逆方向の力を及ぼす。力Fは、ニュートン（N、SI単位）あるいは重量ポンド（lbf、ヤードポンド法）の単位で測ることができる。

### トルク
トルクは機関の出力軸と連結された理論上のてこに及ぼされる力である。これは以下の式で表わされる。
{\displaystyle \tau =|\mathbf {r} \times \mathbf {F} |=rF\sin(\mathbf {r} ,\mathbf {F} )}
上式において、rはてこの長さ、Fはそれにかかる力、r×Fはベクトルのクロス積である。トルクは典型的にはニュートンメートル（N·m、SI単位）あるいはフィート重量ポンド（ft·lb、ヤードポンド法）の単位で測られる。

### 仕事率
仕事率は、単位時間当たりに行われた仕事あるいは生産されたエネルギーの量である。これは以下の式で表わされる。
{\displaystyle P={\frac {\mathrm {d} W}{\mathrm {d} t}}}
以下のように表わすこともできる。
{\displaystyle P=\mathbf {F} \cdot \mathbf {v} }
直線力と速度を持つこの式は、機関の出力推力と機関が及ぼすトルクのどちらにも同じようにうまく用いることができる。
推進機関を考える時は、普通はコア質量流量のそのままの力のみが考慮される。
問題になっている機関が軸に出力するならば、
{\displaystyle P=\tau \omega }.
となる。
これが、回転軸に出力する機関について常に、その定格出力と共に、回転速度についての情報が与えられる理由である。
典型的には、回転軸を駆動する機関の中で、熱機関は馬力（hp）で出力が表わされるのに対して、電気機関ではワット（W、仕事に対する数学記号と混同しない）で表わされる。

### 効率
使用される機関の種類に依存し、様々な効率が達成される。
熱機関では、効率はカルノー効率を超えることはできない。

### 騒音レベル
騒音レベルの場合は、機関の動作は自動車やトラックといった移動発生源に関して最も影響がある。機関ノイズは低速で動作する車両が原因のノイズの特に大きな要素である。低速では、空力やタイヤのノイズは重要性が低い。一般的に言って、ガソリン機関とディーゼル機関は同等の出力のターボシャフトよりもノイズが小さい。電気モーターのノイズは同等の化石燃料を使う機関よりもほとんどの場合小さい。ターボファン、ターボジェット、ロケットといった推力出力機関は、それらが推力を産み出す方法が音の発生と直接的に関連しているため、最大量のノイズを放出する。ノイズを低減するための様々な方法が考案されている。ガソリン機関およびディーゼル機関はマフラーと合っている。より新しいターボファンは、ノイズの大きさを減らすための特大のファンをしばしば有している（いわゆる高バイパス技術）。推力を低減させることなくロケットのノイズを減らす方法は知られていない。

## 用途別エンジン
- 航空用エンジン
- 自動車エンジン
- 模型用エンジン
- オートバイ用エンジン
- 舶用推進エンジン（船外機など）
- ノンロード・エンジン
- 機関車
- 宇宙機推進エンジン（ロケットエンジンなど）
- トラクションエンジン